# 张世功
张世功（1906年—1992年），男，河南新县人，中华人民共和国政治人物。

## 生平
张世功是河南省新县泗店乡王楼村人。早年参加中国工农红军，后参加长征，任红四方面军任三十三团政治处书记。中国抗日战争时期，担任八路军129师385旅769团政治处主任。1939年，任769团政委、771团政委。1948年，任新四旅政治部主任。1950年，任中国人民解放军第六军第十七师副政治委员兼政治部主任。1952年，中共新疆迪化地区地委书记。1970年，任中共新疆维吾尔自治区党委常务委员、书记处书记。1978年，任新疆政协副主席。1979年，升任主席。